# 渡邊竜也
渡邊 竜也（わたなべ たつや、2000年3月8日 - ）は、地方競馬の笠松競馬場笹野博司厩舎所属の騎手である。

## 来歴
千葉県船橋市出身。母方の祖父が競馬が好きなため、子供の頃から競馬を見ることが多く、その影響で騎手を志した。中学2年の夏から毎週土、日曜に茨城県で乗馬を習い、中学3年生のときに、JRAと地方の競馬学校を受験し、JRAは落ちたが地方競馬教養センターの入学試験には合格し入所する。
最初は地元の船橋競馬に所属する話だったが、南関東は騎乗数を確保するのが厳しいため、笠松競馬に所属する流れになり、笹野博司厩舎に所属となった。
2017年4月3日に笠松競馬第1競走でポートカナベラルに騎乗しデビュー、8着となる。4月26日の笠松競馬第3競走をサムライズムで優勝し初勝利を挙げる。同年第1回となるヤングジョッキーズシリーズ地方西日本地区1位となりファイナルラウンドに出場し、12月28日に中山競馬第9競走でフォーワンタイキに騎乗し、JRA初騎乗（3着）となる。結果は34ポイントで総合8位。初年度は年間38勝を挙げた。
2018年11月8日。同年12月12日、笠松競馬第8競走をヒダザクラで勝利し、地方競馬通算100勝を達成。12月27日には地方騎手ではただ一人、2年連続でヤングジョッキーズシリーズファイナルラウンド出場した（地方西日本地区1位）。2年目は最終的に64勝を挙げる。同年のNARグランプリ優秀新人騎手賞を笠松の騎手として初めて受賞する。
2019年、主戦の佐藤友則が南関東競馬遠征のため、飛山濃水杯でストーミーワンダーに代打騎乗し優勝、重賞初制覇となる。
2021年8月20日勝負服を胴青・緑V襷、袖白・緑一本輪から胴青・緑V字襷、袖青・白格子柄に変更した。同年10月23日の調教中に落馬し、左腕を骨折。翌2022年1月25日に戦線復帰した。
2022年9月23日、笠松競馬第10競走をナムラアイアイサーで勝利し、地方競馬通算500勝を達成。同年12月29日、笠松競馬2Rでホウオウカグヤに騎乗し1着となり、1996年に笠松所属時代の川原正一が記録した笠松歴代年間最多勝163勝を抜く、164勝目を挙げて26年ぶりに記録を更新した。
2023年10月23日、笠松第5競走をラホーヤストームで勝利し、自身の持つ笠松競馬場における年間最多勝記録を更新する165勝目を挙げる。しかし11月9日、笠松競馬第3競走でサラアデール騎乗中に落馬し、顔の頬から顎にかけて4箇所を骨折し長期休養に入り年間勝利数は183勝。その後、2024年1月22日笠松競馬第2競走にて復帰。
2024年1月16日、NARグランプリ2023において、ベストフェアプレイ賞を受賞。
2024年8月14日、笠松競馬第10競走をウィルソンウェイで勝利し、地方競馬通算900勝を達成。同年10月23日、笠松競馬第8競走をパイロズブリッジで勝ち、今年184勝目を挙げ、自身が記録した年間最多183勝を上回り、笠松競馬における年間最多勝記録を更新。
11月16日、京都10レース・近江特別にてメイプルタピット(美浦・南田美知雄厩舎)に騎乗し、JRA8戦目で初勝利を挙げる。

## 主な騎乗馬
- ストーミーワンダー（2019年飛山濃水杯、くろゆり賞、姫山菊花賞）
- ボルドープリュネ（2020年クイーンカップ）
- ニジイロ（2021年兵庫クイーンセレクション）
- イイネイイネイイネ（2022年MRO金賞）
- メルト（2023年名古屋記念）
- ワラシベチョウジャ（2023年ネクストスター笠松）[21]
- ニジイロハーピー（2024年兵庫クイーンセレクション）
- プチプラージュ（2024年金沢シンデレラカップ、2025年オパールカップ）
- キャッシュブリッツ（2024年オータムカップ）
- ストリーム（2024年笠松グランプリ）
- シャイニーロック（2025年いしがきマイラーズ）
- デステージョ（2025年ポラリスサマースプリント）